# خافيير موراليس
خافيير موراليس (بالإسبانية: Javier Morales)‏ (10 يناير 1980 ببوينس آيرس في الأرجنتين - ) هو لاعب كرة قدم أرجنتيني في مركز الوسط. لعب مع أرسنال ساراندي وانيستتوتو وريال سالت ليك ونادي فيسينداريو ونادي لانوس ونيولز أولد بويز.

## وصلات خارجية
- خافيير موراليس على موقع الدوري الأمريكي (الإنجليزية)
- خافيير موراليس على موقع قاعدة بيانات كرة القدم.إي يو (الإنجليزية)
- خافيير موراليس على موقع Soccerway.com (الإنجليزية)
- خافيير موراليس على موقع AS.com (الإسبانية)